# Хотин, Алексей Юрьевич
Алексе́й Ю́рьевич Хо́тин (род. 21 мая 1974, Минск) — российский предприниматель, владелец долей в финансовых организациях, объектах недвижимости и нефтегазодобывающих компаниях. В 2016 году занял 95 место в рейтинге 100 богатейших людей России согласно рейтингу журнала Forbes.

## Биография
Алексей Хотин родился 21 мая 1974 года в Минске (Белорусская ССР). В 1991 году окончил Минское суворовское военное училище, в 1997 — Российский экономический университет имени Г. В. Плеханова.
Алексей Хотин ведёт бизнес совместно со своим отцом Юрием Хотиным. Алексей Хотин женат, у него двое детей.
Алексей Хотин имеет звание мастера спорта по плаванию. Он спонсировал несколько спортивных организаций, таких как Международная федерация самбо, Всероссийская федерация практической стрельбы, мини-футбольный клуб «Динамо» и Ночная хоккейная лига.
Газета «Ведомости», проводившая исследования предприятий Хотина, отмечает, что успехам бизнеса семьи Хотиных способствуют их многочисленные связи на самых высоких уровнях российской власти. Также газета указывает, что бизнес Хотиных в значительной степени опирается на кредитные деньги, и что члены семьи Хотиных отказываются общаться с прессой.

## Активы

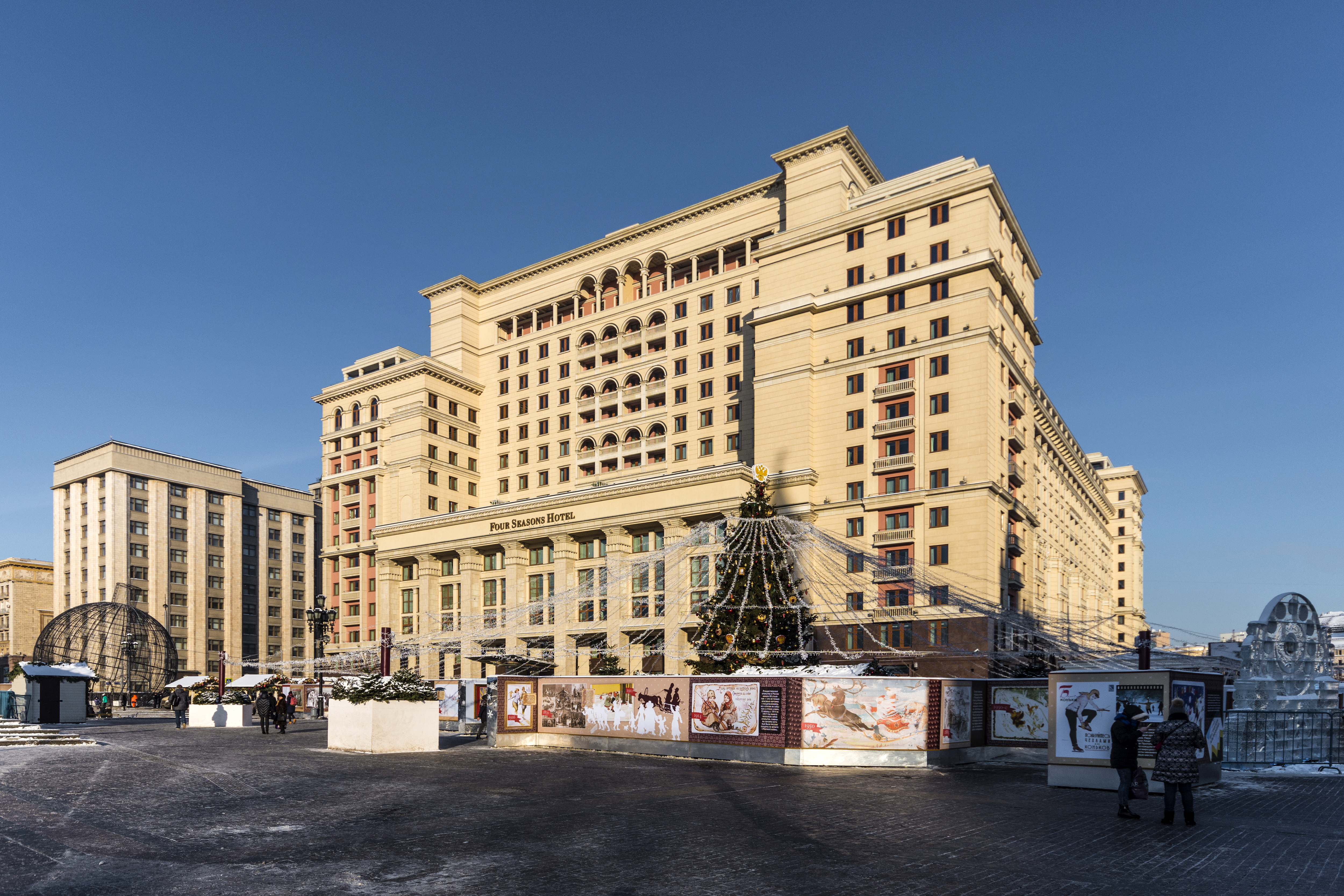
Гостиница «Москва», один из наиболее известных объектов недвижимости во владении Хотиных

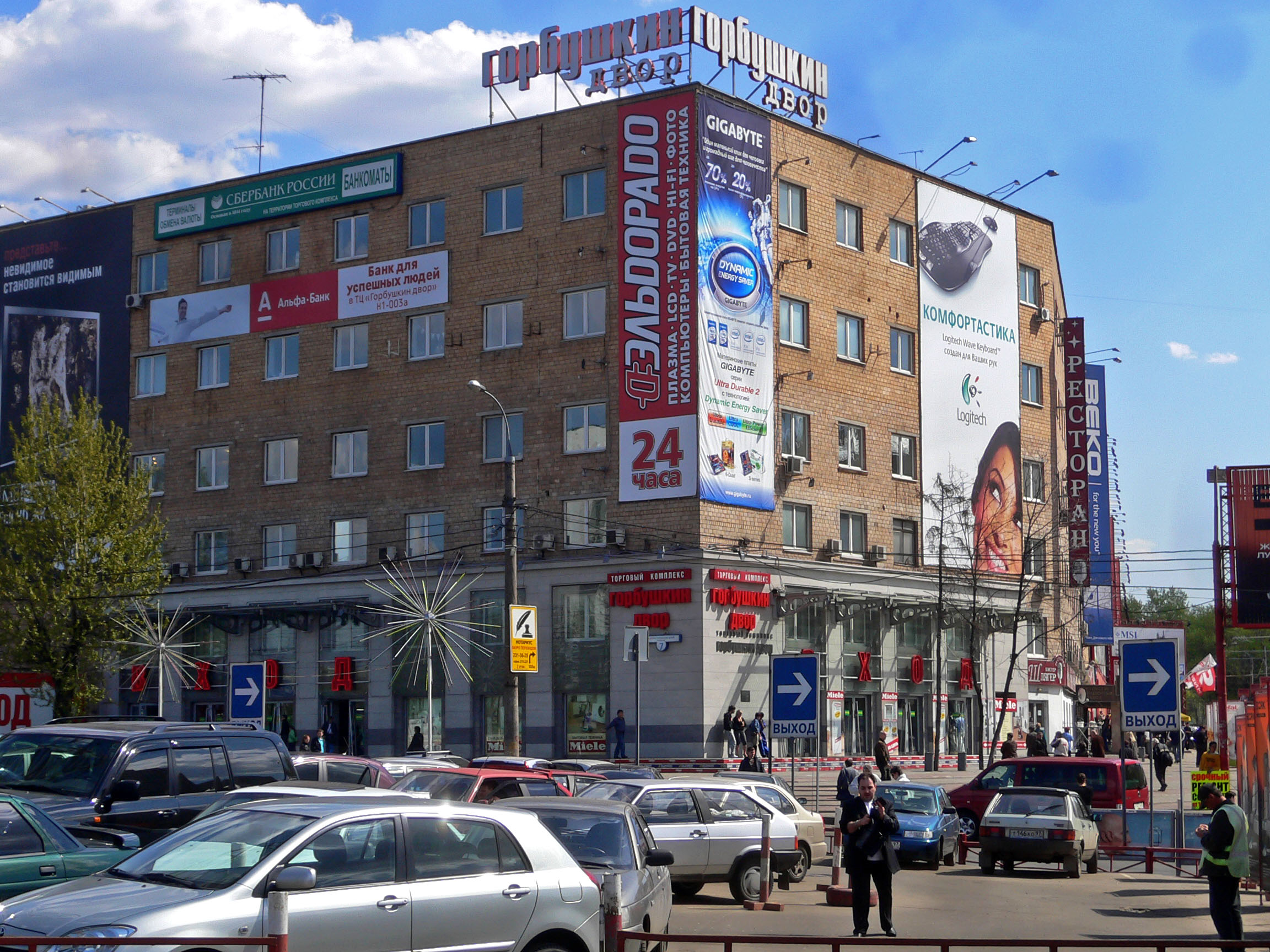
ТЦ «Горбушкин двор»

Хотин и его отец владели, по данным прессы, около 30 торговыми и офисными центрами в Москве общей площадью 1,8 млн м² — например, гостиницей «Москва» на Манежной площади, торговым центром «Филион» у станции метро «Багратионовская». Также принимал участие в приобретении Сергеем Подлисецким торгового центра «Горбушкин двор».
В 2013 году Хотин с отцом занимали 6-е место рейтинга «Форбс» «Короли российской недвижимости». По итогам 2018 года, компания «Комплексные инвестиции», принадлежащая семье Хотиных, заняла 9-е место в рейтинге «Короли российской недвижимости», заработав за год на сдаче в аренду торговых и офисных площадей 285 млн долларов.
С 1996 года под управлением Хотина работало несколько промышленных предприятий, производящих военное оборудование, химическое сырьё, товары народного потребления и продукты питания.
С 2001 по 2003 год Хотин занимал пост вице-президента Московской ассоциации организаций химического комплекса.
По данным «Форбс», Хотин в 2010-х годах купил не менее 10 нефтяных компаний, которые в 2016 году добыли около 2,5 млн тонн нефти — например, в 2011 году Хотин приобрёл крупную долю Exillon Energy, также он управляет нефтяной компанией «Дулисьма», владеет долей в компании Kuwait Energy.
Хотин владел более чем половиной банка «Югра» через кипрско-швейцарскую фирму Radamant Financial. В 2017 году ЦБ отозвал у банка лицензию. Позже Агентство по страхованию вкладов заявит, что 98 % (около 240 млрд руб) всех кредитов, выданных банком, направлялись на финансирование бизнеса его владельца Алексея Хотина в сфере недвижимости и нефтедобычи. Сразу после отзыва заёмщики, связанные с бизнесменом, перестали платить по кредитам, в итоге по состоянию на апрель 2019 года 99,9 % общего объема долга не обслуживалось.
В апреле 2019 года банк «Югра» подал в суд для банкротства нефтяной компании «Дулисьма».
22 ноября 2024 года Мещанский районный суд Москвы удовлетворил иск ФССП России об обращении в доход государства имущества Алексея Хотина и связанных с ним структур. Всего было изъято 27 объектов недвижимости.

## Уголовное преследование
19 апреля 2019 года был задержан сотрудниками ФСБ и МВД России в рамках возбужденного уголовного дела по факту хищения денежных средств у банка «Югра» в сумме 7,5 миллиардов рублей. Бизнесмен был отправлен под домашний арест вместе с председателем правления банка Дмитрием Шиляевым и президентом кредитной организации Алексеем Нефедовым.

### Приговор суда
4 марта 2024 года Замоскворецкий суд Москвы приговорил А. Хотина к девяти годам лишения свободы в колонии общего режима.